# Dereveana, Obuhiv
Dereveana (în ucraineană Дерев`яна) este o comună în raionul Obuhiv, regiunea Kiev, Ucraina, formată numai din satul de reședință.

## Demografie
Componența lingvistică a comunei Dereveana
     Ucraineană (96,06%)
     Rusă (3,75%)
Conform recensământului din 2001, majoritatea populației comunei Dereveana era vorbitoare de ucraineană (96,06%), existând în minoritate și vorbitori de rusă (3,75%).